# ふれあい号 (紀美野町)

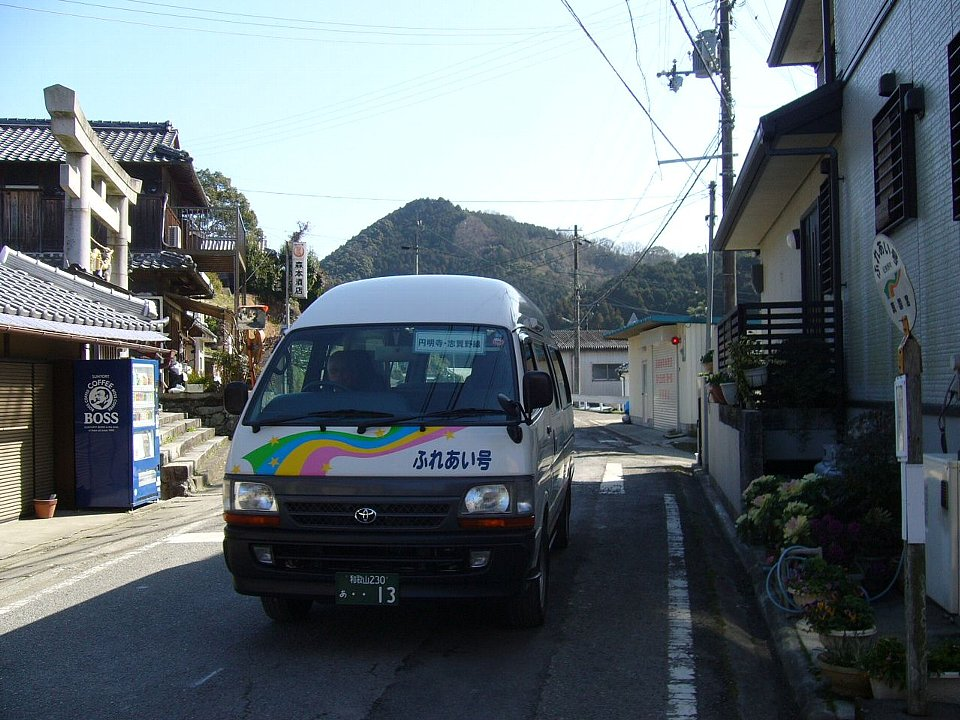
真国・志賀野線の「真国宮」停留所にて

ふれあい号（ふれあいごう）は、和歌山県海草郡紀美野町で運行しているコミュニティバス。2017年4月時点で計6路線あり、全て大十バス（大十オレンジバス）に運行委託している。ここでは、紀美野町の前身である同郡野上町が運行していた「（旧）ふれあい号」、および同郡美里町が運行していた「愛あい号」についても触れる。

## 沿革
野上町は公共交通機関の空白地帯の足を確保するべく、1999年9月より「（旧）ふれあい号」の運行を開始した。3路線があり、野上町役場（現・紀美野町役場）および国保野上厚生総合病院（以下、厚生病院）と町内各域を結んでいた。
一方、美里町でも2001年9月から「愛あい号」を運行していたが、メインとなる国道370号上の路線は大十バスが路線バスを運行しており、「愛あい号」3路線は町域西部に限られていた。また3路線のうち2路線が、野上町域にある厚生病院まで足を伸ばしていた。なお、両町のコミュニティバスはいずれも大十バス（2004年3月までは大十）に運行を委託していた。
2006年1月1日に野上町と美里町が合併して、紀美野町が発足。同年4月には新町域でのコミュニティバス路線の再編が行われ、名称は「ふれあい号」に統一されることとなった。またこの際には、国道370号を遡り谷口方面へ至る高野線の運行（日曜・祝日・年末年始を除く）も開始されている。
2017年4月1日から、三尾川・上ケ井・箕六線、永谷線、真国・志賀野線の鳥居峠、釜滝薬師前の利用に予約が必要となった（当初の6ヶ月間は試行期間）。11月1日より、三尾川・上ケ井・箕六線は一部のみ予約が必要となった。
2020年10月1日に三尾川・上ケ井・箕六線、永谷線を廃止し、真国・志賀野線の鳥居峠、釜滝薬師前に停車しなくなった。なお、同月より一定の対象者へタクシー等助成券が交付されている。

## 利用案内
- 日曜・祝日・年末年始（12月29日〜1月3日）は運行していない。
- 現在は全路線が紀美野町役場（「役場本庁」停留所）を経由し、厚生病院まで行く。
- 国木原・長谷線を除き、「登山口」停留所で海南駅からの大十オレンジバスと連絡する（路線によっては他停留所でも連絡）。国木原・長谷線は「紀伊野上」停留所などで大十オレンジバスと連絡するが、長い待ち時間が発生することがある。
- 一部区間でフリー乗降制度を導入している。
- 車体はトヨタのハイエースやコースターを使用する。

## 運賃
- 運賃は200円。障害者、中学生以下の生徒・児童は、障害者手帳や学生証を提示することで無料となる。また、運転経歴証明書の提示で100円となる。
- 運転手から乗り継ぎ券を受け取ることで、無料で他路線へ乗り継げる。

## 運行路線

### 小川線
町南部へ向かう。平日3往復、土曜日2往復。同区間には大十バスが小川宮まで走っていたが、休日のみの運転となったのち、廃止された。
- 厚生病院 - 役場本庁 - 龍光寺前 - 登山口 - 小川橋 - 西福井 - 福井橋 - ＜循環：旧小川村地域＞
  - 初便は登山口始発、最終便は登山口止めである。また、初便の往路と最終便の復路は登山口 - 小川橋間無停車となり、西福井を通過する。

### 国木原・長谷線
紀美野町役場から北に向かう。平日のみ1.5往復運行。かつては和歌山バスの動木線が走っていた。
- 厚生病院 - 役場本庁 - ふれあい公園
- 野上郵便局前 - 役場本庁 - ふれあい公園（最終便のみ、野上郵便局前は役場本庁の1つ先のバス停）

途中の「赤坂団地」は海南市コミュニティバス七山線の「青葉台」と近接している。

### 真国・志賀野線
和歌山県道4号高野口野上線を東に向かう。平日2.5往復、土曜日1.5往復運行。
- 厚生病院 - 役場本庁 - NTT前 - 登山口 - 四郷
- 登山口 - 四郷（最終便のみ）

急峻な坂道を上下し鳥居峠に寄り道するため、車酔いの恐れがある乗客は寄り道の入口にある「薬師口」停留所で途中下車できる。また、終点の「四郷」停留所と紀の川市地域巡回バス細野貴志川コース「垣内」停留所間は1kmほどの距離にあり、徒歩連絡が可能であるが接続時間は考慮されていない。
鳥居峠、釜滝薬師前停留所を利用する際は予約が必要であったが、2020年10月1日改正で停留所自体が廃止された。

### 高野線
国道370号を東に向かう。平日、土曜日3往復運行。休日は大十バスが「たまゆらの里」まで行く代替の路線バスを運行していたが、2020年10月1日改正で廃止された。
- 厚生病院 - 役場本庁 - NTT前 - 登山口 - 美里支所 - 美里の湯 - 谷口 - たまゆらの里
- 登山口 - 美里支所 - 美里の湯 - 谷口 - たまゆらの里（初便、最終便のみ）

終点「たまゆらの里」停留所とかつらぎ町コミュニティバス新城・花園コース「下新城勝古手」停留所間は徒歩3分ほどの距離にあり、花園地区や笠田方面への乗り継ぎが可能であるが、接続時間は考慮されていない。

## 廃止路線

### 三尾川・上ケ井・箕六線
高野線の美里支所 - 天拝間を南に迂回した経路で、美里支所で高野線に乗り継げた。月・水・金曜日のみ運行。一部便は予約が必要だった。
- 美里支所 - 箕六集会所 - 上ケ井集会所 - 三尾川集会所 - 天拝

### 永谷線
美里支所で高野線に乗り継げた。火・木曜日のみ運行。予約が必要だった。
- 美里支所 - 永谷集会所